# Bauhinia strychnifolia
Bauhinia strychnifolia är en ärtväxtart som beskrevs av William Grant Craib. Bauhinia strychnifolia ingår i släktet Bauhinia och familjen ärtväxter. Inga underarter finns listade i Catalogue of Life.